# Flagge der Vereinigten Arabischen Emirate
Die Flagge der Vereinigten Arabischen Emirate wurde am 2. Dezember 1971, dem Gründungstag der Vereinigten Arabischen Emirate, angenommen (Bundesgesetz Nr. (2)/1971 vom 4. Dhū l-Qaʿda 1391 A.H.).

## Bedeutung und Aufbau
Die Flagge enthält die panarabischen Farben rot, grün, weiß und schwarz, welche die arabische Einheit symbolisieren. Sie stehen für die arabischen Dynastien der Umayyaden (weiß), der Abbasiden (schwarz) und der Fatimiden (grün). Rot steht für die Scherifen von Mekka und wurde von König Hussein beim arabischen Aufstand von 1917 selbst geführt.
Die drei horizontalen Streifen sind gleich breit. Der rote Streifen hat im Verhältnis zur Länge der horizontalen Streifen eine Breite von 3:9.
Die Farben stehen außerdem für die früheren einzelnen Flaggen und Herrscher, also für die Historie (rot), für die Fruchtbarkeit des Landes (grün), den Frieden und die Neutralität  (weiß), sowie für Öl, das 'schwarze Gold' und somit für Wohlstand (schwarz).

## Weitere Flaggen der Union

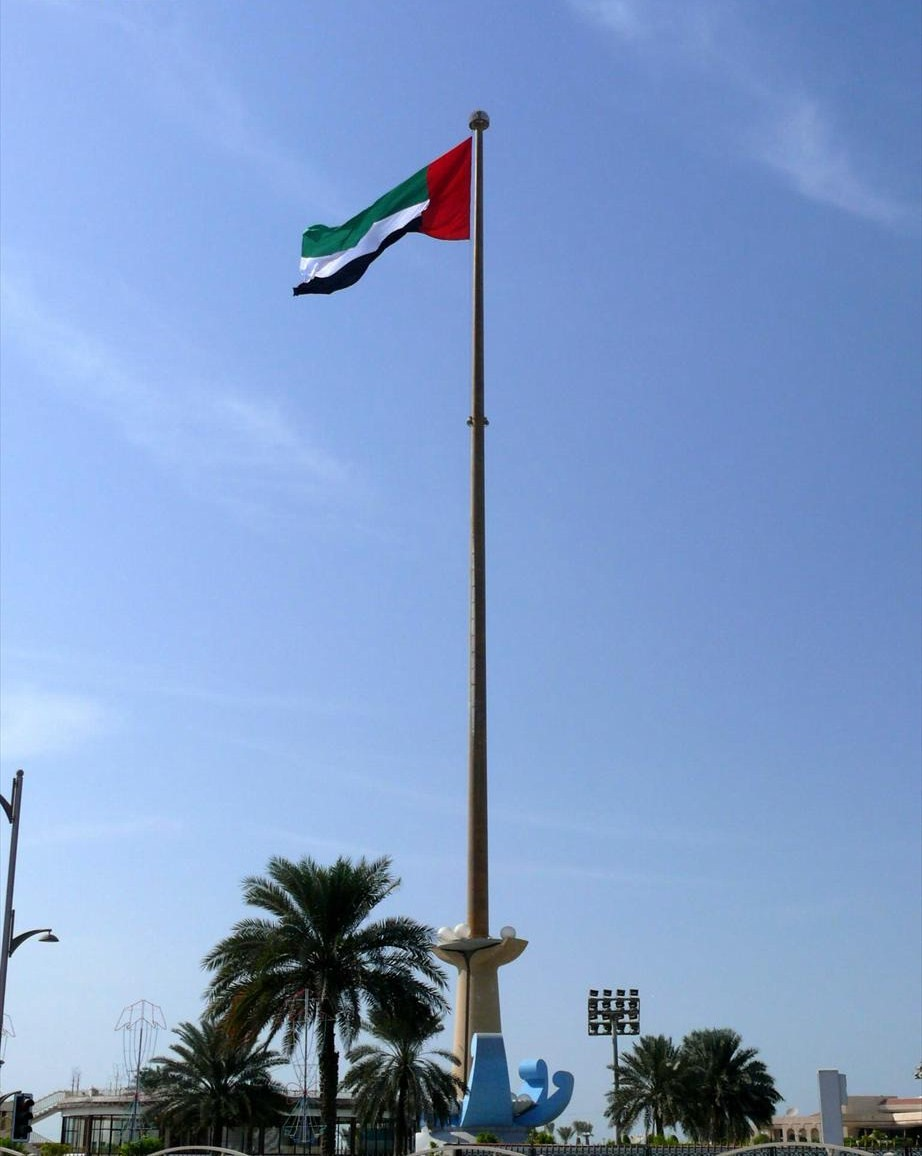
Flaggenmast in Dubai

Die Emirate besitzen eine alternative Handelsflagge. Sie ist rot mit der Nationalflagge in der Gösch.
Die Flagge des Präsidenten entspricht der Nationalflagge, hat aber zusätzlich im Zentrum das Wappen der Vereinigten Arabischen Emirate.

1:2   Alternative Handelsflagge
1:2 Flagge des Präsidenten

## Geschichte
Seit 1820 waren die späteren Mitglieder der Union Protektorate Großbritanniens. Als Vertragsküste führten sie eine quadratische Flagge mit einem roten Quadrat auf weißem Quadrat, die white pierced red genannt wurde.
Bis 1971 verwendeten die Vertragsstaaten eine rot-weiß-rote, horizontal geteilte Flagge mit einem grünen, siebenstrahligen Stern im Zentrum, dessen Form nie festgelegt wurde und daher in unterschiedlichen Formen überliefert ist. Als Bahrain und Katar Mitglied waren, soll der Stern neunstrahlig gewesen sein (1968 bis 1971).
Als Vorbild der heutigen Flagge diente, wie bei allen Flaggen mit den panarabischen Farben die Arabische Revolutionsflagge.

2:3   Flagge der Vertragsstaaten bis 1971
Arabische Revolutionsflagge

## Flaggen der Emirate
Die einzelnen Emirate verwenden rot-weiße beziehungsweise rote Flaggen, die damit dem Vorbild der Flagge Bahrains von 1820 folgt. Eine Ausnahme bildet Fudschaira, das dieselbe Flagge wie die Vereinigten Arabischen Emirate führt. Zwischen 1902 und 1975 verwendete es die rein rote Flagge von Maskat, nach 1952 mit dem Landesnamen in weißer, arabischer Schrift darauf. Ab 1952 benutzten Schiffe Fudschairas eine rote Flagge mit weißem Rand. Die alte rote Flagge mit weißem Rand von 1820 wird heute noch von Ra’s al-Chaima und Schardscha verwendet, allerdings nun in einem Seitenverhältnis von 1:2, wie auch die anderen Flaggen des Landes.

### Flaggen der einzelnen Emirate
Die sieben Emirate der Vereinigten Arabischen Emirate gehörten entweder zu den Hinawi oder zu den Ghafiri-Stammesverbänden. Beide Stammesverbände hatten ein rotes Banner, das die Dynastie der Haschemiten und die Treue zum Propheten Mohammed symbolisierte. Obwohl die Qawasim zu den Ghafiri gehörten, hatten sie ihre eigene Flagge (ein Banner in Grün, Weiß und Rot), die sie als Seemacht auszeichnete. Nach dem Feldzug des britischen Empires gegen Ras Al Khaimah im Jahr 1820 unterzeichneten sechs der sieben Emirate einen Vertrag mit dem britischen Königreich, der sie in der Region unter die Herrschaft und das Protektorat Großbritanniens zwang. Die Flaggen der einzelnen Emirate mussten um ein weißes Segment ergänzt werden. Fudschaira wurde damals von den Briten nicht als Emirat anerkannt und unterzeichnete daher 1820 nicht den Vertrag mit dem britischen Protektorat, weshalb es weiterhin seine schlichte rote Flagge verwendete.

Abu Dhabi
Adschman
Dubai
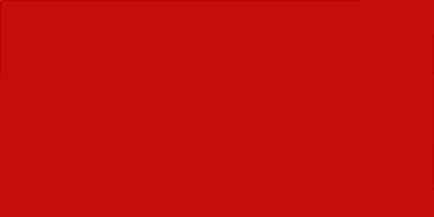
Fudschaira 1902 bis 1975
Fudschaira 1952 bis 1975
1:3   Seeflagge Fudschairas 1952 bis 1975
Fudschaira
Ra’s al-Chaima
Schardscha
Umm al-Qaiwain